# Vancouver-False Creek (circonscription britanno-colombienne)
Pour les articles homonymes, voir Vancouver (homonymie).
Circonscription électorale provinciale du Canada
Vancouver-False Creek est une ancienne circonscription provinciale de la Colombie-Britannique représentée à l'Assemblée législative de la Colombie-Britannique de 2009 à 2024.

## Géographie
En 2020, la circonscription représente une partie de la ville de Vancouver dans le district régional du Grand Vancouver.
À la suite du redécoupage électoral de 2021 (en), la circonscription est divisée le long du False Creek. La partie nord, comprenant la majeure partie de la population, est redistribuée dans Vancouver-Yaletown. La majeure partie au sud est redistribuée dans Vancouver-South Granville et une petite partie à l'est de Cambie Street (en), comprenant le Village Olympique (en), revient à Vancouver-Little Mountain.

## Liste des députés
| Législature | Années | Député | Député | Parti |
| Vancouver-False Creek Circonscription issue de Vancouver-Burrard Vancouver-Fairview, Vancouver-Point Grey et Vancouver-Mount Pleasant | Vancouver-False Creek Circonscription issue de Vancouver-Burrard Vancouver-Fairview, Vancouver-Point Grey et Vancouver-Mount Pleasant | Vancouver-False Creek Circonscription issue de Vancouver-Burrard Vancouver-Fairview, Vancouver-Point Grey et Vancouver-Mount Pleasant | Vancouver-False Creek Circonscription issue de Vancouver-Burrard Vancouver-Fairview, Vancouver-Point Grey et Vancouver-Mount Pleasant | Vancouver-False Creek Circonscription issue de Vancouver-Burrard Vancouver-Fairview, Vancouver-Point Grey et Vancouver-Mount Pleasant |
| --- | --- | --- | --- | --- |
| 39e | 2009–2013 | | Mary McNeil (en) | Libérale |
| 40e | 2013–2017 | | Sam Sullivan | Libéral |
| 41e | 2017–2020 | | Sam Sullivan | Libéral |
| 42e | 2020–2024 | | Brenda Bailey (en) | Néo-démocrate |
| Circonscription abolie, voir Vancouver-Yaletown Vancouver-South Granville et Vancouver-Little Mountain                                | | | | |